# Snežana Mihajlova
Snežana Mihajlova (in bulgaro Снежана Михайлова?; Trjavna, 29 gennaio 1954) è un'ex cestista bulgara.

## Carriera
Con la Bulgaria ha disputato due edizioni dei Giochi olimpici (Montréal 1976, Mosca 1980) e quattro dei Campionati europei (1974, 1976, 1978, 1981).